# Brokaw (Wisconsin)
Brokaw é uma vila localizada no estado norte-americano de Wisconsin, no Condado de Marathon.

## Demografia
Segundo o censo norte-americano de 2000, a sua população era de 107 habitantes. 
Em 2006, foi estimada uma população de 217, um aumento de 110 (102.8%).

## Geografia
De acordo com o United States Census Bureau tem uma área de 
3,0 km², dos quais 2,6 km² cobertos por terra e 0,4 km² cobertos por água. Brokaw localiza-se a aproximadamente 427 m acima do nível do mar.

## Localidades na vizinhança
O diagrama seguinte representa as localidades num raio de 20 km ao redor de Brokaw. 